# Scarpa fermacarri
La scarpa fermacarri, o staffe fermacarri, è un dispositivo utilizzato in ambito ferroviario per immobilizzare permanentemente dei veicoli, possono essere portatili o fisse. Le staffe fisse consentono di realizzare l'indipendenza dei binari secondari da quelli di circolazione rispetto alle fughe di carri in sosta, mentre le staffe mobili sono utilizzate dal personale di manovra per immobilizzare le colonne in stazione o in linea dal personale del treno in caso di spezzamento o altre anormalità al freno continuo automatico. 

## Caratteristiche
La tiranteria della scarpa fermacarri può essere azionata sia da una cassa di manovra elettrica che da una cassetta per la manovra manuale. 
In alcuni casi, la cassa di manovra elettrica può essere dotata di un dispositivo per il ritorno automatico nella posizione iniziale. È importante notare che le scarpe fermacarri sono sempre tallonabili, il che significa che possono essere prese di calcio dai veicoli senza subire deformazioni.

## Componenti
Questo dispositivo è formato da una staffa a forma di scarpa che può essere posizionata sul binario tramite una tiranteria.